# Minsener Oog

Lage der Minsener Oog am Ostende der Ostfriesischen Inseln

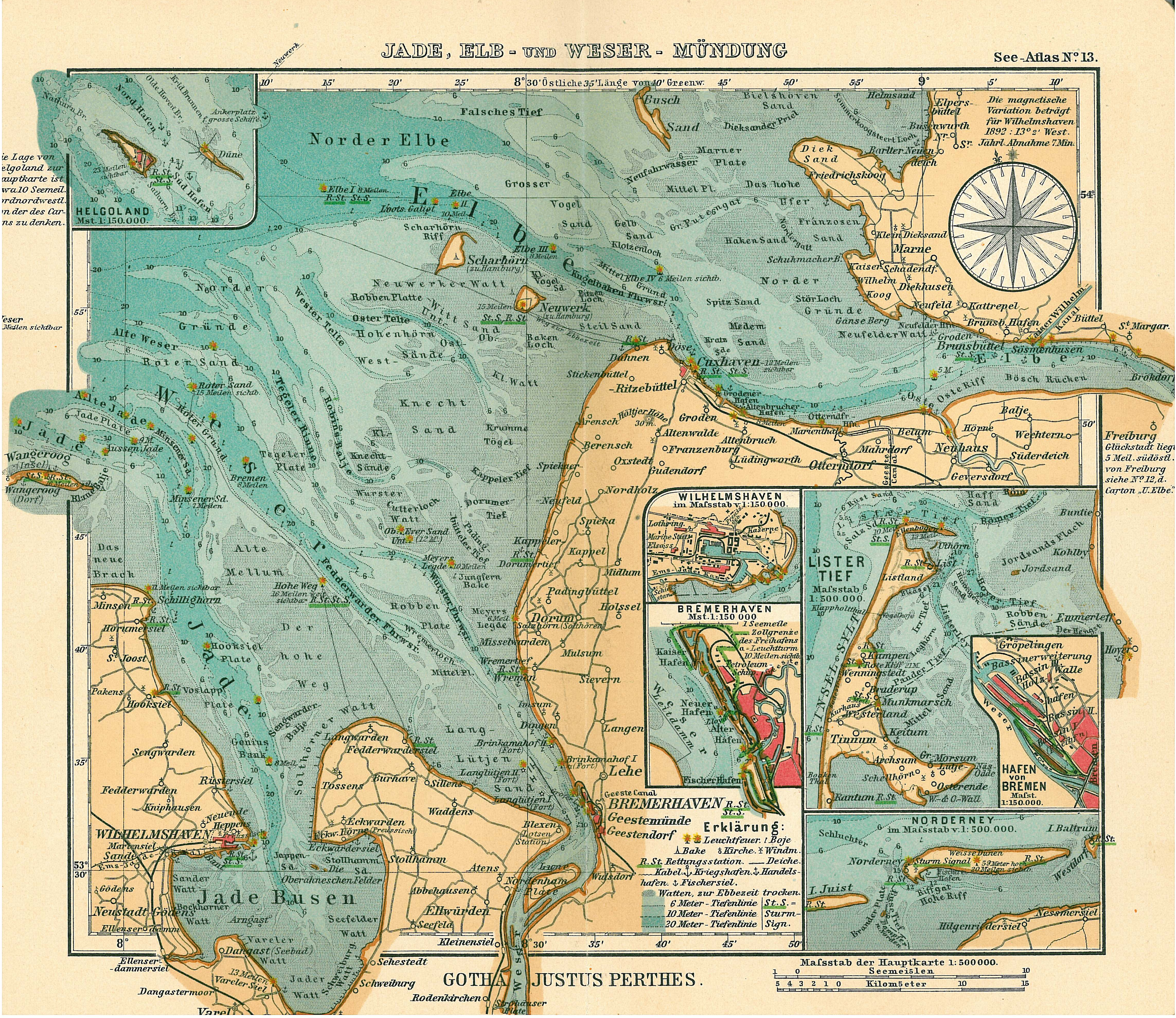
Auf der Karte von 1906 ist nur die Feuerschiffsposition Minsener Sand verzeichnet

Minsener Oog, auch als Minser Oog, Minsener Olde Oog oder Olde Oog bezeichnet, ist eine unbewohnte Ostfriesische Insel, die zur Gemeinde Wangerooge im Landkreis Friesland gehört und durch den Einbau von Buhnen befestigt und dadurch erhöht wurde.

## Lage
Die Insel liegt knapp zwei Kilometer südöstlich von Wangerooge, von dem sie durch die Strömungsrinne Blaue Balje getrennt ist, und vier Kilometer nördlich des Festlandes. Die nächstgelegenen Orte auf dem Festland sind Minsen und Schillig.

## Name
Der amtliche Name der Insel lautet Minsener Oog und wurde 2005 vom Ständigen Ausschuss für geografische Namen (StAGN) mit der Veröffentlichung der Karte Niedersächsische Küste festgelegt. Die anderen genutzten Namen wie Minser Oog oder Minsener Oldeoog sind lediglich nichtamtliche Zweitbezeichnungen.
Der Name des Eilandes leitet sich von dem gegenüberliegenden Festlandsort Minsen ab. Es gibt eine Sage, wonach Minsen früher auf der Insel Minsener Oog gelegen haben soll. Die Fischer des Ortes sollen eine Nixe mit Fischunterleib eingefangen haben, die aus Rache das Dorf in den Fluten versinken ließ. In Anlehnung an diese Sage gibt es in Minsen die Bronzeskulptur des Minsener Seewiefken, das gleichzeitig die Wappenfigur der Gemeinde Wangerland darstellt.

## Geschichte
Die Insel Minsener Oog ist menschengemacht und entstand – zum Schutz der Fahrrinne zu den Häfen Wilhelmshaven und Bremerhaven – Anfang des 20. Jahrhunderts aus den Sandbänken Minsener Oog und der 200 bis 300 Meter südlich davon gelegenen Olde Oog bzw. der Sandbank Steenplate. Ab 1906 errichtete die Marinebaudirektion Wilhelmshaven auf Olde Oog Buhnen und Dämme, um eine Verlandung des Fahrwassers des Jadestroms zu verhindern. Dadurch sollte die Fahrrinne nach Wilhelmshaven von dem in Richtung Osten driftenden Sand, insbesondere für die Flotte der Kaiserlichen Marine, freigehalten werden. Auf der ursprünglichen 7 km² großen Sandbank Olde Oog entstand ein kleiner Dünenbereich, auf Minsener Oog ebenfalls. Durch den Bau langer Verbindungsbuhnen wurde der Sand zurückgehalten, und es bildete sich eine Vordüne, die bald als Brutplatz von Seevögeln angenommen wurde.
Ursprünglich war geplant, Wangerooge mit der Minsener Olde Oog zu verbinden, damit Wangerooges Landabtragungen ein Ende finden könnten. In den 1930er Jahren wurde dieses Vorhaben zeitweise wieder aufgenommen, die Kriegsereignisse verhinderten dann aber weitere derartige Arbeiten. Nach dem Zweiten Weltkrieg war die britische Besatzungsmacht bemüht, Wilhelmshaven als Kriegshafen unbrauchbar zu machen und die Jademündung versanden zu lassen. Als erste Maßnahme dafür wurde ein Hauptdamm der Minsener Oog gesprengt, weitere Sprengungen unterblieben dann aber.

## Heutiger Zustand
Zur Sicherung des Jadefahrwassers entstand in den 1970er Jahren durch Sandaufspülungen eine neue großflächige Düneninsel. Über 10 Millionen m³ Baggergut wurden in den Jahren 1975 und 1978 aus dem Jadefahrwasser verklappt und damit der Südteil der Insel immer weiter vergrößert. Sie hat nun eine teilweise bis zu 12 Meter hohe Dünenlandschaft und ist ungefähr 370 Hektar groß. Durch das Anpflanzen von Strandhafer konnte mittlerweile der Landabgang größtenteils eingedämmt werden. Die Insel ist 4,5 Kilometer lang in Nord-Süd-Richtung und bis zu 1,5 Kilometer breit.
Seit dem Zweiten Weltkrieg sind vor allem Mitarbeiter des Wasserstraßen- und Schifffahrtsamtes vom Standort Wilhelmshaven auf der Minsener Oog tätig gewesen. Es arbeiteten ständig zwei Buhnenwärter im Schichtdienst, die verschiedene Wartungsaufgaben auf der Insel wahrnahmen. Neben dem 1976 errichteten Radarturm findet sich ein größerer Mannschaftsbereich in Form von Pfahlbauten für die WSA-Mitarbeiter. Nahe dem Radarturm befindet sich eine aufgeschüttete Mole, die Buhne C, an deren Ende sich eine Anlegestelle befindet. Durch die Verlandung kann sie nur noch bei Hochwasser angelaufen werden. 
In den Jahren 1918 bis 1922 wurde eine 600-mm-spurige Feldbahn verlegt, um den Materialtransport zu gewährleisten. Um 1918 tat bereits eine Montania-Motorlok auf der künstlichen Insel ihren Dienst. Mit Kipploren wurde Baumaterial zu den jeweiligen Baustellen transportiert. Die Materialbahn verband die Süd- mit der Nordseite der Insel. Im Zweiten Weltkrieg wurden zwei neue Lokomotiven angeschafft, da unter anderem zwei Scheinwerferstände versorgt werden mussten. Vom Radartum bis zur Molenspitze und zum Bauhof des WSA ist die Schmalspurbahn heute noch funktionstüchtig, weite Teile des Schienenstranges sind allerdings nicht mehr befahrbar. 2009 wurde das Gleis im nördlichen Bereich der Insel nahe der Buhne A entfernt.
Am Ende der Buhne A im Norden befindet sich auch heute noch ein kleiner Flakturm aus Beton, der im Zweiten Weltkrieg errichtet wurde und bis 1998 als Leuchtturm diente. 1998 gab das Wasser- und Schifffahrtsamt Wilhelmshaven seine ständige Präsenz auf der Insel aus Kostengründen auf und läuft sie nur noch bedarfsweise an.
Seit der Automatisierung des Leuchtfeuers wohnt nur noch in den Sommermonaten während der Brutzeit ein vom Mellumrat e. V. eingesetzter Vogelwart auf der Minsener Oog, der die Wohnbaracken des Wasser- und Schifffahrtsamtes mitbenutzt. Die Insel gilt auch als eines der bedeutendsten Forschungsgebiete für das Institut für Vogelforschung.

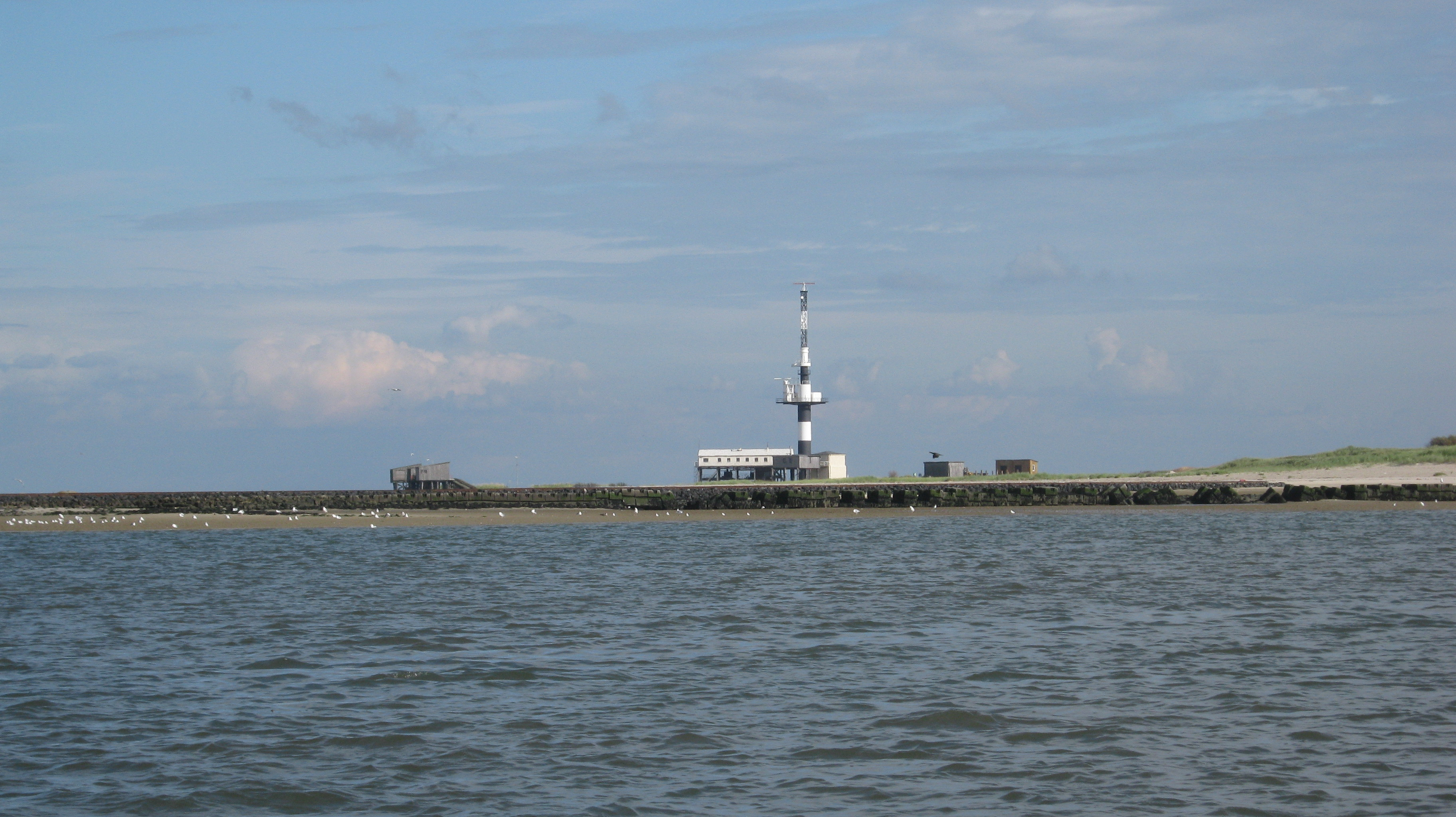
Radarturm
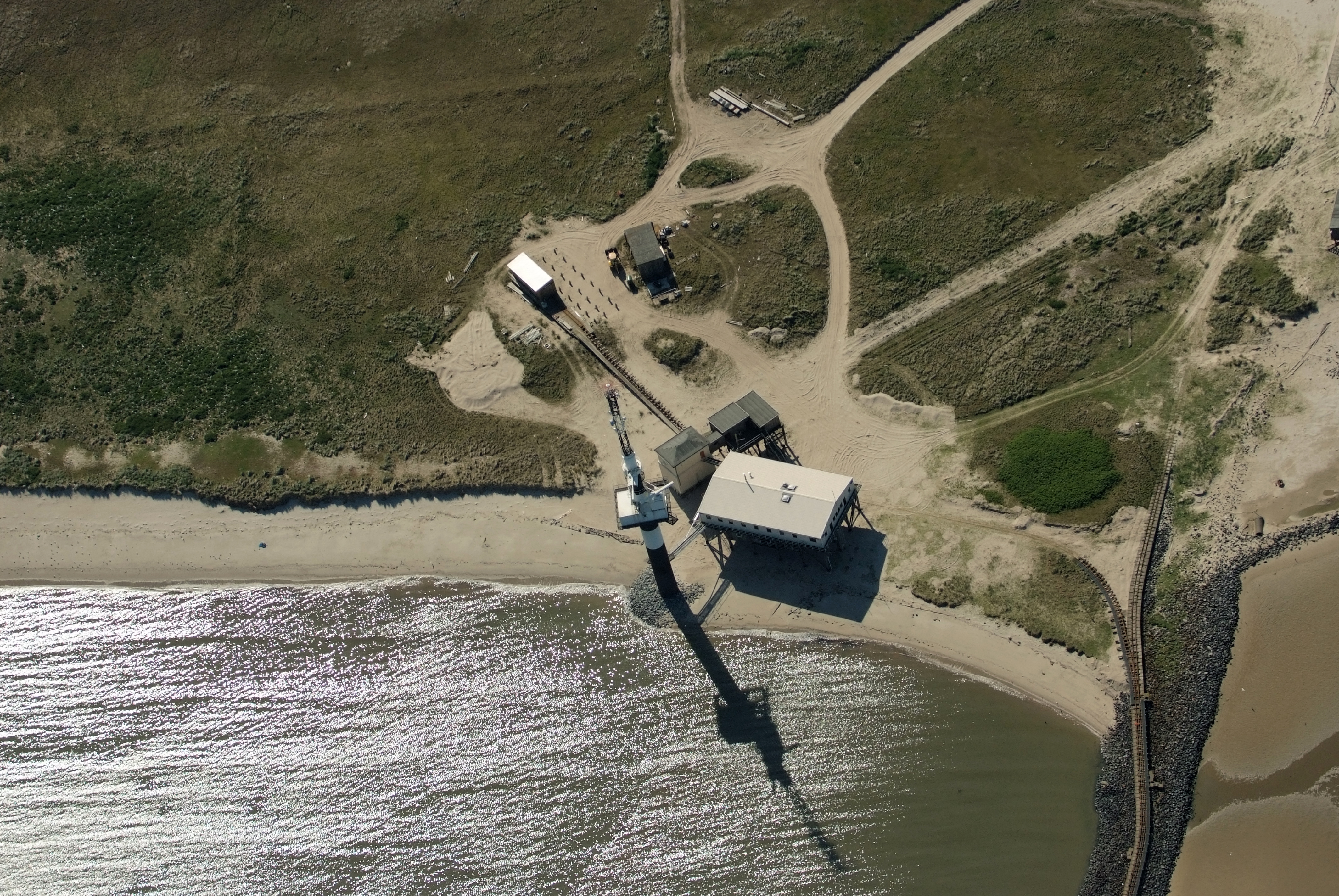
Luftbild von Radarturm und Mannschaftsbereich der WSA-Mitarbeiter
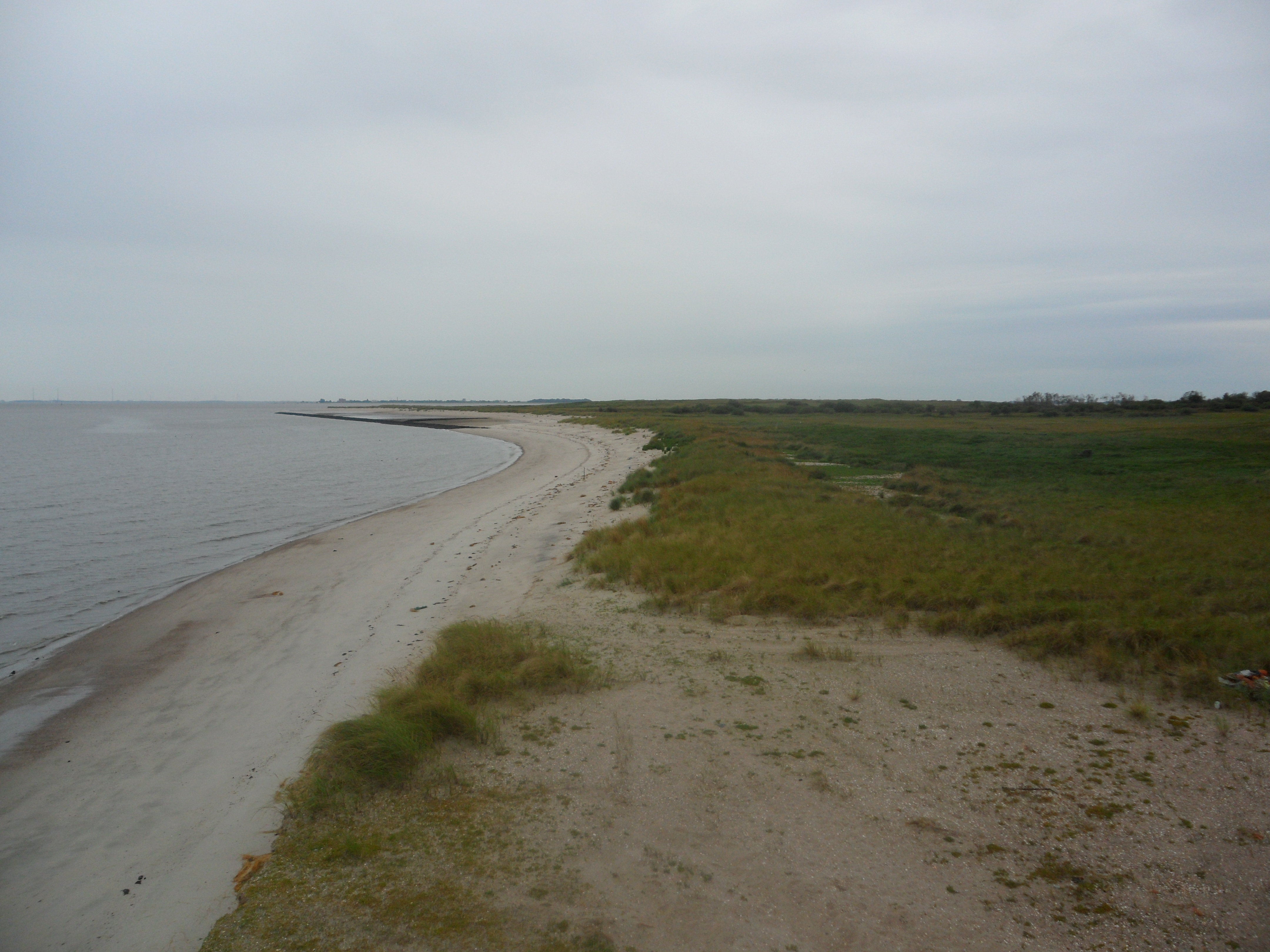
Blick von der Brücke am Radarturm in Richtung Süden
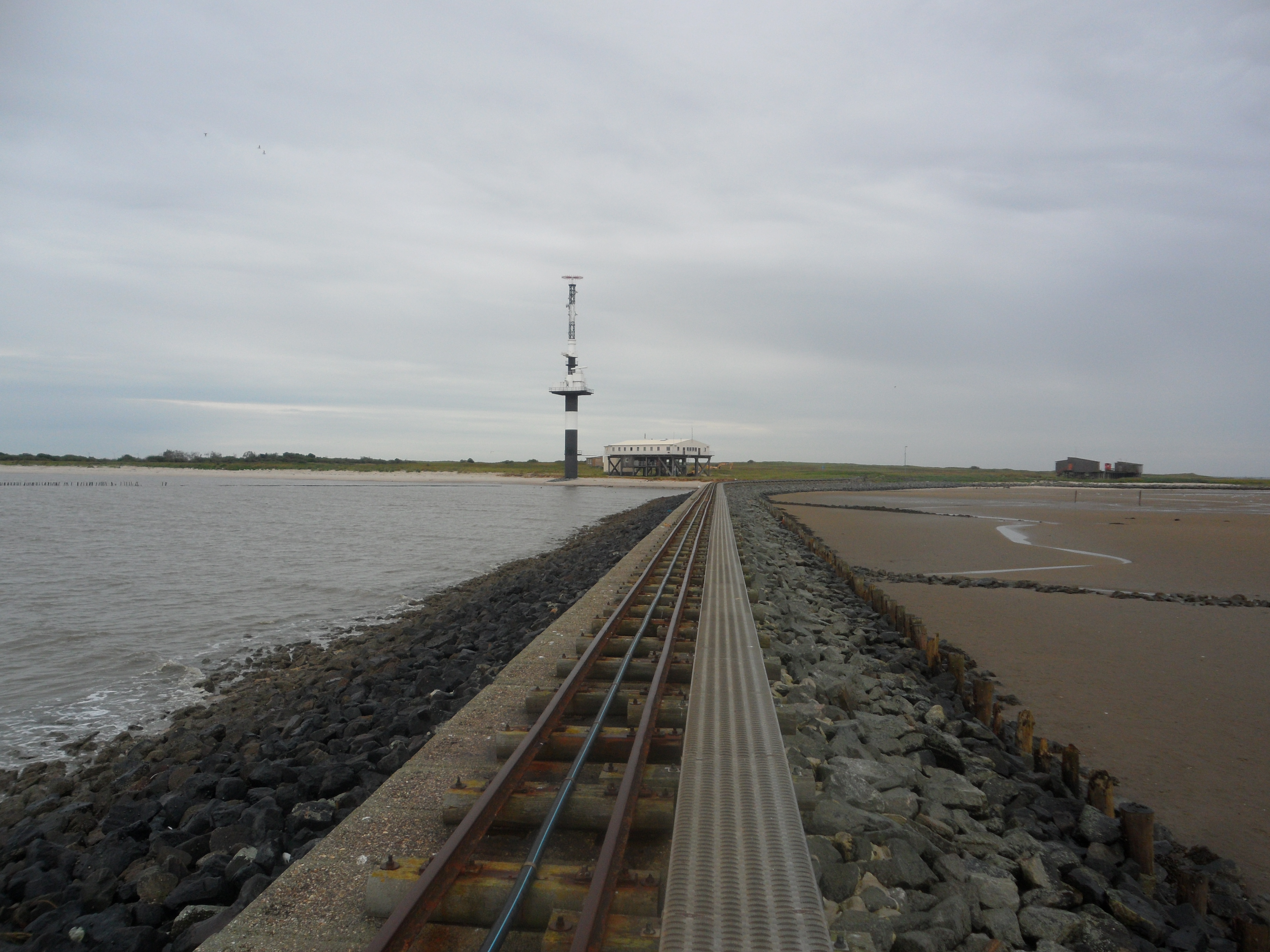
Buhne C mit den Gleisen der Schmalspurbahn
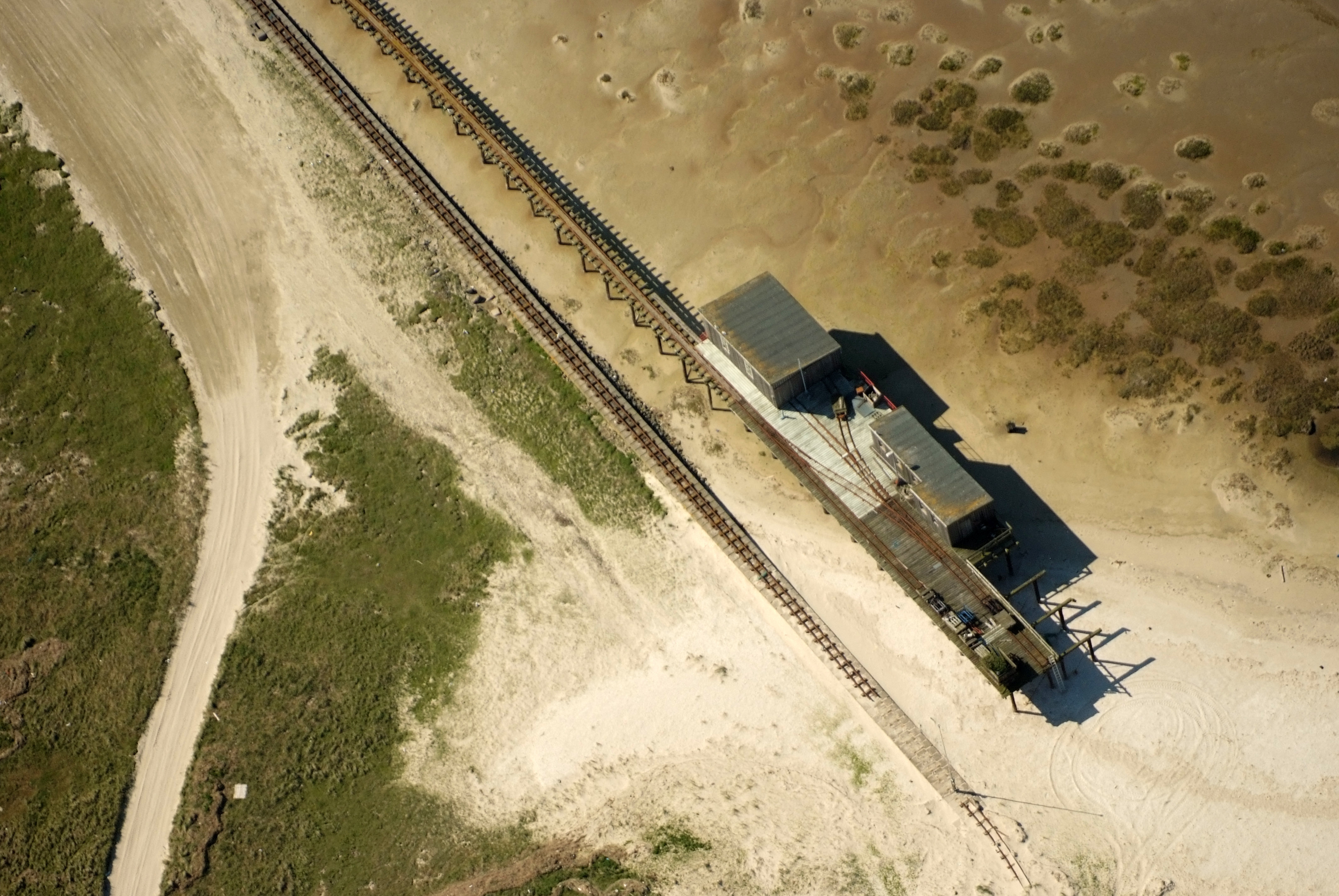
Luftbild der Gleisanlagen

## Fauna
Leuchtturmwärter, die früher auf der Insel lebten, setzten Kaninchen als lebende Nahrungsreserve auf der Insel aus. Als bedeutender Brutplatz für Seevögel wurde die Insel bereits 1959 unter Naturschutz gestellt.
Die Brutvögel im Jahr 2004 waren Silbermöwe, Heringsmöwe, Sturmmöwe, Fluss-, Küsten-, Brand- und Zwergseeschwalbe sowie Elster, Rabenkrähe und Rauchschwalbe. Während sich der Bestand an Brandseeschwalben auf über 2000 Paare belief, wurden nur wenige Paare der Zwergseeschwalbe gezählt. Neuere Zählungen von 2021 haben ergeben, dass sich auf dieser künstlichen Insel mit 8000 Paaren der größte Bestand Deutschlands an Brandseeschwalben befindet. In Kaninchenbauen haben Brandgänse und Hohltauben gebrütet.
Im Februar 2025 wurde ein verendeter Buckelwal angespült.

## Tourismus
In den Sommermonaten werden Wattwanderungen nach Minsener Oog von Schillig aus unter Leitung von zertifizierten Wattführerinnen und -führern angeboten. Vor eigenmächtigen Fußmärschen vom Festland zur sechs Kilometer entfernten Insel wird wegen der unberechenbaren Rückwege durch das Watt bei auflaufendem Wasser nachdrücklich gewarnt. Ohnehin darf aus Naturschutzgründen lediglich der Südzipfel der Insel betreten werden. Die ganze Insel gehört zur Ruhezone I des Nationalparks Niedersächsisches Wattenmeer. Jegliche touristische Infrastruktur auf Minsener Oog fehlt; es gibt weder Toiletten noch Verpflegungsmöglichkeit.